# Brillas
Brillas es el segundo sencillo del cantante mexicano León Larregui en su primer álbum solista llamado Solstis. La canción se dio a conocer a principios del 2013 y se ubicó entre las 10 primeras más escuchadas de las principales emisoras de México. el sencillo fue parte del Soundtrack de la película ¿Qué culpa tiene el niño?.
Actualmente hasta mayo de 2023 el vídeo cuenta con 578,009,285 vistas en YouTube.

## Videoclip
El videoclip estuvo dirigido por León Larregui y se grabó en el Nevado de Toluca.
El video fue producido por el mismo cantante y fue grabado en el Nevado de Toluca, en el Estado de México, también hay escenas grabadas en las instalaciones del foro Tigre Pintures. La historia, según León, narra la historia de un amor verdadero donde no se necesitan cosas materiales, sino más bien, el amor se construye al estar juntos, así lo demuestra el video.

Fue mi segunda experiencia dirigiendo, y a su vez fue un reto diferente y más elaborado al del video que se filmó en París –del tema Como Tú (Magic Music Box)”-, que era más guerrilla style. Éste sí involucraba mucha más gente, arte, efectos, iluminación, coreografía, etcétera. Creo que al final sí se proyecta la idea que tenía en mente y que, en resumen y metafóricamente, es que en una relación real de amor no se necesita nada más que estar juntos… el amor está donde tú estás”, añadió. - León Larregui

## Posicionamientos
| Posicionamientos (2012)   | Máxima Posición |
| ------------------------- | --------------- |
| Monitor Latino (Colombia) | 17              |
| Latin Pop Songs (USA)     | 30              |
| Los 40 Principales México | 1               |
| Monitor Latino (México)   | 1               |
| México Top 100            | 3               |
| Mexico Espanol Airplay    | 2               |

## Certificaciones
| País   | Organismo certificador | Certificación                   | Ventas certificadas | Ref.  |
| ------ | ---------------------- | ------------------------------- | ------------------- | ----- |
| México | AMPROFON               | 9x Diamante, 3x Platino, 1x Oro | 2 910 000           | [ 7 ] |